# Pitfall: Beyond the Jungle
Pitfall: Beyond the Jungle (intitolato Pitfall 3D: Beyond the Jungle in Nord America e Pitfall 3D in Giappone) è il quinto capitolo della serie di videogiochi platform iniziata con Pitfall!. È stato pubblicato nel 1998 per PlayStation e Game Boy Color (quest'ultimo con i titoli Pitfall: Beyond the Jungle in Europa e Nord America e Pitfall GB in Giappone).

## Trama
Pitfall Harry Jr. è trasportato in un altro mondo, dove si scontra con una forza malefica conosciuta solo come "Il Flagello", il cui intento è trasformare quel mondo in uno oscuro e malvagio. Harry Jr. e la sua nuova compagna Mira lotteranno contro questa malvagia entità per liberare la gente di lei e poi rispedire il giovane avventuriero nel suo mondo.

## Modalità di gioco
Beyond the Jungle è il primo titolo della serie in 3D. In questo capitolo l'unica arma a disposizione di Harry Jr. è una piccozza, grazie alla quale può attaccare i nemici, appendersi alle liane per raggiungere piattaforme distanti, e distruggere alcuni oggetti.
Una delle caratteristiche subito evidenti del gioco è il doppiaggio: a doppiare i protagonisti sono infatti Bruce Campbell (Harry Jr.) e Catherine Sutherland (Mira).
Come in The Mayan Adventure, anche in questo capitolo il primo Pitfall! nella sua versione per Atari 2600 è disponibile come easter egg.

## Accoglienza
Con cinque recensioni alla sua uscita, il gioco ricevette una media di 7.1/10.